# Romaldas Petras Damušis
Romaldas Petras Damušis (* 18. November 1950 in Rėžgaliai, Rajongemeinde Šakiai) ist ein litauischer Jurist und Politiker.

## Leben
Nach dem Abitur 1968 an der Mittelschule Kiduliai bei Šakiai leistete Damušis den Pflichtdienst bei der Sowjetarmee. 1978 absolvierte er das Diplomstudium der Rechtswissenschaft an der Vilniaus valstybinis universitetas in Vilnius. Ab 1972 arbeitete er in Jurbarkas als Mechaniker, von 1973 bis 1974 in Garliava in der Rajongemeinde Kaunas. Von 1980 bis 1993 war er Ratsvorsitzende der Gemeinde und von 1995 bis 1997 Bürgermeister der Rajongemeinde Šakiai. Seit 1999 ist er Rechtsanwalt.
Seit 1995 war er Mitglied der Lietuvos krikščionių demokratų partija. Er ist Mitglied von Krikščionių partija.

## Quelle
- Leben